# Warwick (wieś w stanie Nowy Jork)
Warwick – wieś w Stanach Zjednoczonych, w stanie Nowy Jork, w hrabstwie Orange.